# Miguel Hidalgo (La Trinitaria)
Miguel Hidalgo es una localidad del estado mexicano de Chiapas. Es parte del municipio de La Trinitaria.

## Toponimia
El nombre de la localidad rinde homenaje a Miguel Hidalgo, héroe de la Independencia de México y considerado Padre de la patria.

## Demografía
| Gráfica de evolución demográfica |
|                                  |

| Censo | Población |
| ----- | --------- |
| 1910  | 184       |
| 1921  | 250       |
| 1930  | 175       |
| 1940  | 365       |
| 1950  | 511       |
| 1960  | 784       |
| 1970  | 978       |
| 1980  | 1 260     |
| 1990  | 1 631     |
| 2000  | 1 893     |
| 2010  | 2 428     |
| 2020  | 2 473     |